# John Arrhén
Johan (John) Wilhelm Arrhén, född 11 december 1875 i Stockholm, död 28 november 1947 i Sankt Petri församling, Malmö,  var en svensk musikdirektör. 
Arrhén blev elev vid Stockholms musikkonservatorium 1893 och blev musikdirektör 1900. Han var anställd vid Svea livgardes musikkår i Stockholm 1891–1901, altviolinist i Kungliga Hovkapellet 1897–1901 och musikdirektör vid Skånska dragonregementet i Ystad från 1902. Han blev associé vid Musikaliska akademien 1932.